# Assur-dan Ier

Assur-Dan Ier ou Aššurdān ou Assourdan, roi d'Assyrie de 1179 à 1133.

## Biographie
Assur-dan Ier connaît l'un des règnes les plus longs de tous les souverains Assyriens. Au cours de celui-ci, il laisse entrer les Mosques (Mushki, ou Moushkis) et les Kaska dans la région du Tigre supérieur. Il aide les Élamites à essayer de chasser les rois Kassites de Babylone. Au-delà, on sait peu de choses de son long règne. À sa mort, une crise de succession va fragiliser l'Assyrie.
En un an, trois souverains vont se succéder : d'abord le fils aîné d'Assur-Dan Ier, Ninourta-Toukoulti-Assur (ou Ninurta-Tukulti-Assur, 1133), mais il est très vite détrôné par son frère, et il est contraint à l'exil en Babylonie, avec laquelle il avait maintenu des relations amicales. Puis Mutakkil-Nusku (1133), deuxième fils d'Assur-Dan Ier, qui décède peu après sa prise de pouvoir, laissant le trône à son fils, Assur-Resa-Isil Ier (ou Assur-Resh-Ishi, 1133-1116).